# Casmin-Klassifikation
Die CASMIN-Klassifikation entstand in den 1980er Jahren im Rahmen eines Forschungsprojektes zur vergleichenden Analyse der sozialen Mobilität in verschiedenen Industrienationen (Comparative Analysis of Social Mobility in Industrial Nations; siehe König/Lüttinger/Müller 1988).

## Hintergrund
Ziel des Projektes war es, eine international vergleichbare Bildungsklassifikation zu entwickeln, die es ermöglicht, Bildungsstufen so abzubilden, dass diese hinsichtlich ihrer Funktion als Selektionskriterium im Prozess gesellschaftlicher Klassenbildung und sozialer Mobilität größtmögliche Äquivalenz aufweisen. Um funktionale Äquivalenz der einzelnen Bildungsstufen zu erreichen, erfolgte die Konstruktion der einzelnen Bildungsstufen entlang zweier Selektionskriterien: Einerseits sollten die in nationalen Gesellschaften typische Klassenbarrieren des Bildungssystems optimal abgebildet werden und andererseits sollten die im Hinblick auf die Nutzung von Bildung auf dem Arbeitsmarkt bedeutenden Differenzierungen erfasst werden.
Die Klassifikation ist durch zwei Merkmale gekennzeichnet: Zum einen werden sowohl Angaben zur allgemeinen (general education) als auch zur beruflichen (vocational education) Ausbildung berücksichtigt. Zum anderen ist die Klassifikation zertifikatsorientiert, welches die Eigenheiten des deutschen Bildungssystems – ebenso wie die vieler weiterer europäischer Bildungssysteme – gut abbildet. Überdies spiegelt die CASMIN-Klassifikation eine Hierarchie in Bezug auf die notwendigen Investitionen und die Dauer der Bildungserfahrungen wider.

## Anwendung
Die Anwendung von CASMIN auf das deutsche Bildungssystem wurde von den ursprünglichen Autorinnen seit der Einführung von Bachelor- und Masterabschlüssen nicht aktualisiert. Es gibt verschiedene Möglichkeiten, diese Differenzierung zusätzlich zur Unterscheidung von (Fach-)Hochschulen und Universitäten in CASMIN abzubilden. Schneider (2016) hat die Zuordnung der (Fach-)Hochschulen zu Kategorie 3a zusätzlich nach Bachelor und Master differenziert, obwohl die Unterkategorien „3a_voc“ und „3a_gen“ diese Differenzierung nicht gut reflektieren und auch international nicht gut anschlussfähig sind. Die Differenzierung von Bachelor und Master-Ebene in Universitäten in 3b_low und 3b_high ist dagegen recht intuitiv. Besser wäre eine Überarbeitung des CASMIN-Schemas selbst im Lichte der europaweiten Einführung der Bachelor- und Masterebene.
| Kategorie | Beschreibung (Brauns, 2003)                                                                           | Zugeordnete deutsche Abschlüsse (Schneider, 2016)                                                                     |
| --------- | --- | --- |
| 1a        | Grundbildung nicht abgeschlossen                                                                      | Ohne Abschluss |
| 1b        | Allgemeine Grundbildung (entsprechend der Schulpflicht) abgeschlossen – „soziales Minimum an Bildung“ | Haupt-/Volksschulabschluss                                                                                            |
| 1c        | Einfache Berufsbildung aufbauend auf allgemeiner Grundbildung                                         | Haupt-/Volksschulabschluss mit Abschluss einer Anlern- oder Lehrausbildung (inkl. Meister/Techniker)                  |
| 2a        | Einfache Berufsbildung aufbauend auf mittlerer allgemeiner Bildung oder mittlere Berufsbildung        | Mittlere Reife mit Abschluss einer Anlern- oder Lehrausbildung (inkl. Meister/Techniker)                              |
| 2b        | Mittlere allgemeine Bildung ohne Hochschulzugangsberechtigung                                         | Mittlere Reife (Realschulabschluss)                                                                                   |
| 2c_gen    | Allgemeinbildende Hochschulreife                                                                      | Fachhochschulreife, Hochschulreife (Abitur)                                                                           |
| 2c_voc    | Berufsbildung aufbauend auf/in Kombination mit allgemeinbildender Hochschulreife                      | Fachhochschulreife, Hochschulreife (Abitur) mit Abschluss einer Anlern- oder Lehrausbildung (inkl. Meister/Techniker) |
| 3a_voc    | Niedrige Tertiärbildung – berufsorientiertes Studium von kurzer Dauer                                 | Bachelor oder Diplom einer nicht-universitären Hochschule (z. B. Fachhochschule), Ingenieurabschluss                  |
| 3a_gen    | Niedrige Tertiärbildung – allgemeinbildendes Studium von kurzer Dauer                                 | Master einer nicht-universitären Hochschule (z. B. Fachhochschule)                                                    |
| 3b_low    | Universitäre Bildung – niedriges Niveau                                                               | Bachelor einer Universität oder technischen Hochschule                                                                |
| 3b_high   | Universitäre Bildung – hohes Niveau                                                                   | Diplom und äquivalent oder Master einer Universität oder technischen Hochschule                                       |